# Koloocheh
Koloocheh (persa: کلوچه) es una galleta persa fabricada en varias partes de Irán. Los koloochehs del sur de Irán son galletas quebradizas que consisten principalmente en agua, azúcar, harina de trigo y clara de huevo. Koloocheh son recuerdos de Shiraz.

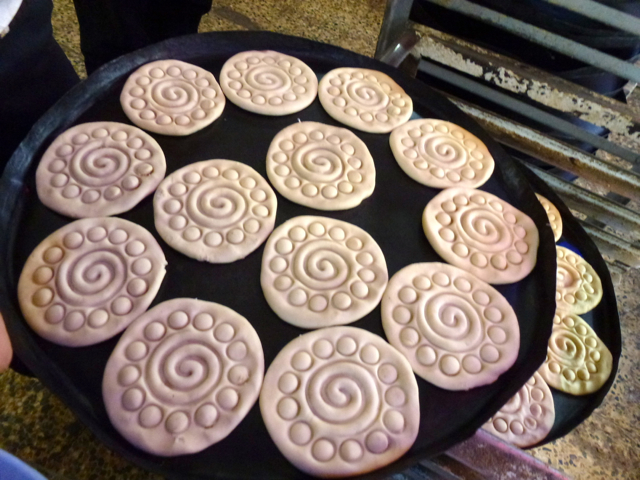
Koloocheh delgada famosa de Fuman, Irán antes de cocinar